# Тикопиа (народ)
Тикопиа — народ, населяющий остров Тикопиа, входящий в группу Санта-Крус, Соломоновы Острова. Первое упоминание о народе датируется 1774 годом, во время исследований Вануату капитаном Джеймсом Куком.

## Численность населения
На сегодняшний день население Тикопиа составляет 2200 человек.

## Ареал
Остров Тикопиа, входящий в группу Санта-Крус, Соломоновы Острова.

## Язык
Тикопийцы говорят на языке Тикопиа (язык), обособленном полинезийском языке. Он является родственным языку анута, который распространён на соседнем острове Анута. Также язык распространён среди полинезийцев острова Ваникоро.

## Культура и быт
На сегодняшний день жизнь и внешний вид тикопийцев практически не изменились с тех времен, как появилось первое упоминание об этом народе. Атлетически сложенные мужчины и полуобнаженные женщины по-прежнему носят юбки из тапы и с гордостью выставляют напоказ искусно сделанные татуировки. По освященной веками традиции цветы считаются частью одежды. Их втыкают в отверстия, проделанные в мочках ушей. С шеи обычно свисает типично тикопианское украшение: вырезанный из перламутра или панциря черепахи изогнутый наконечник снасти для ловли тунцов. 
Тикопийцы являются обладателями белоснежных зубов, благодаря тому, что веками придерживаются вегетарианской диеты, а также тому, что совершенно не употребляют в пищу сахар, сладости и прохладительные напитки. (Исключение составляют мужчины, зубы которых испещрены красными пятнами. Это результат жевания бетеля — единственная привычка, которую местные жители унаследовали от своих меланезийских соседей.)

## Традиционные верования
Придерживаются тотемизма, присутствует культ предков и поклонение духам.